# Ford 1957
El Ford 1957 és un  model d'automòbil que va ser fabricat per la Ford Motor Company als Estats Units l'any 1957.

## Història
Aquesta línia d'automòbils Ford va créixer l'any 1957 i es va mantenir fins a l'any 1959, era un model realitzat sobre un nou xassís, que deixava al conductor molt a prop de terra, es deien Fairlane, Fairlane 500 i Fairlane 500 Skyliner (model amb sostre rígid retraible). La potència del motor Ford V8 es va dur a 245 Hp. i amb turbo alimentació alguns models arribaven a desenvolupar els 270 Hp., els motors estàndard se situaven en els 224 Hp., els motors V8 sortien en diferents versions, havia de 4,5 litres, 4,8, 5.1, 5,4 i 5,8 litres respectivament, les caixes de canvis sortien en model manual i automàtics

## Anys 1958 i 1959
Les millores introduïdes l'any 1958 estaven donades en aspectes exteriors, canviant els fronts dels models i els fars que ara eren dobles. L'any 1959 se li dona un nou nom al model de Fairlane 500 pel de Galaxie, aquest model era més llarg que el Fairlane i la distància entre eixos era de 2.997 mil·límetres.

### Galeria d'imatges

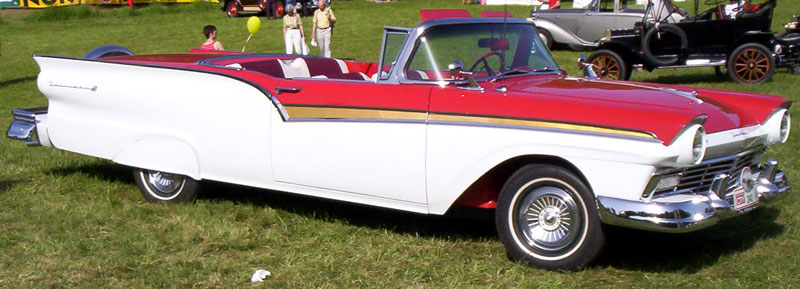
Ford 1957 Skyliner
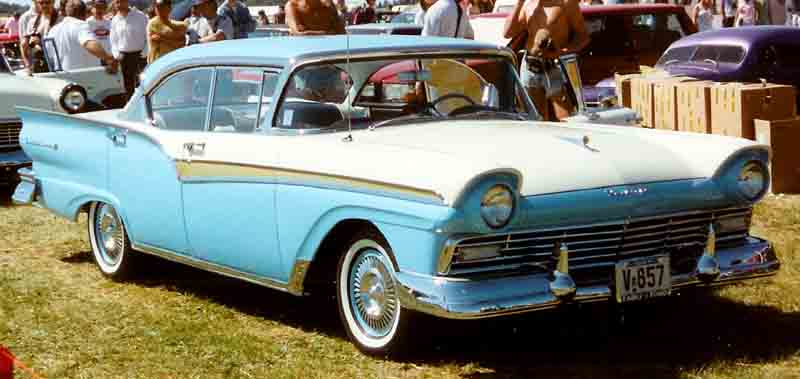
Ford 1957 V8 4 portes
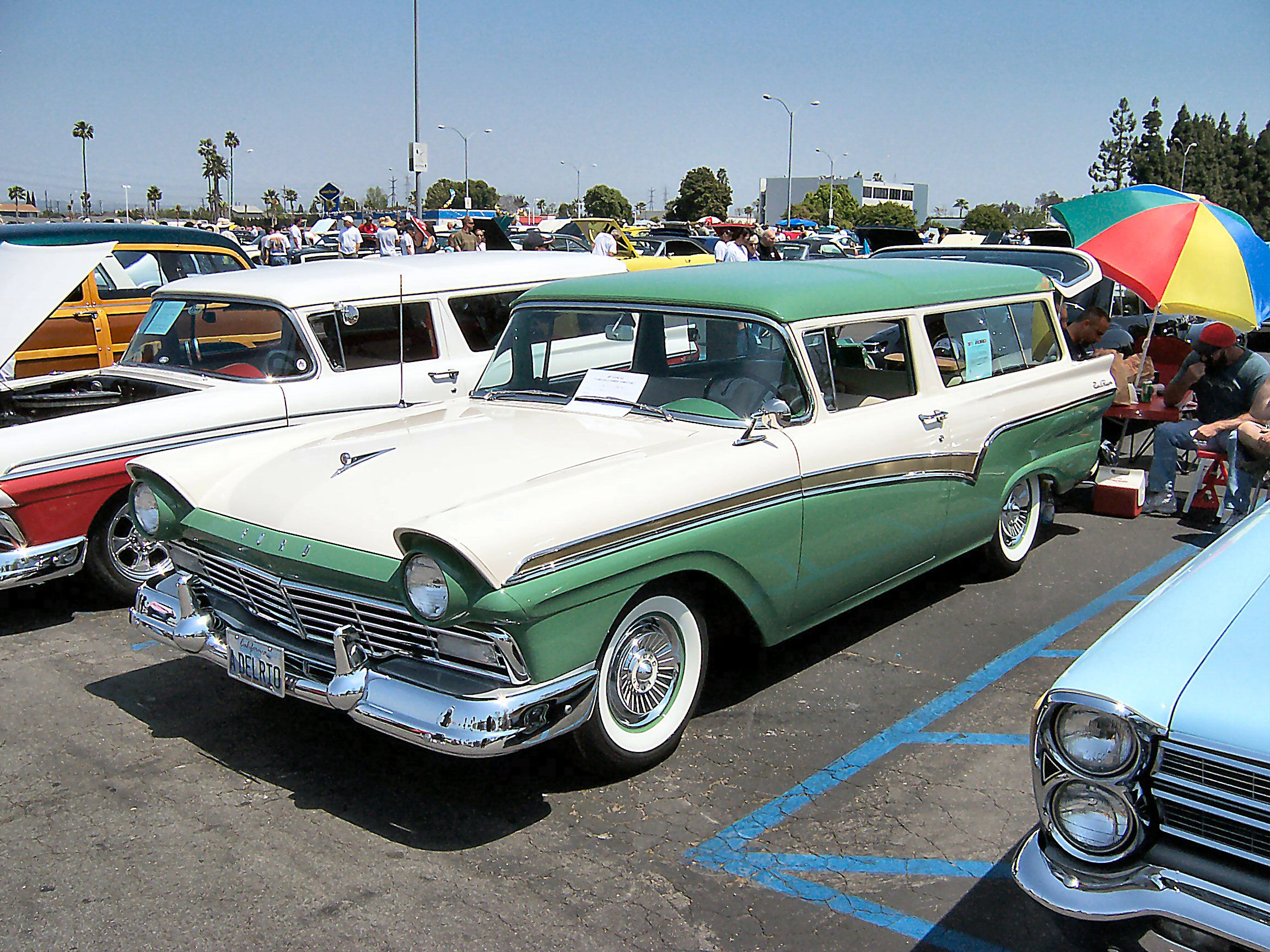
Ford 1957 Station Wagon 2 portes
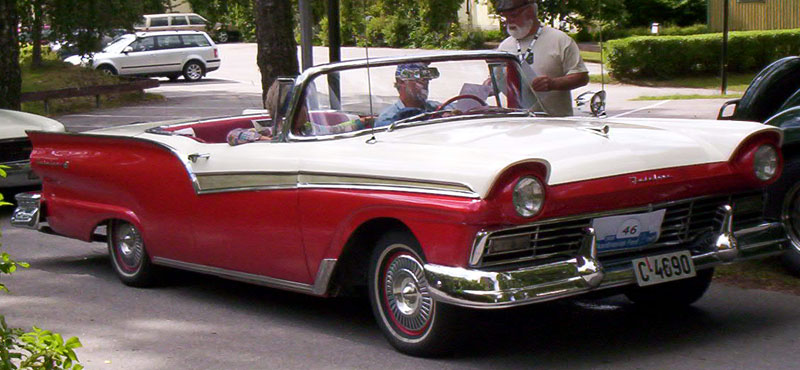
Ford 1957 Convertible
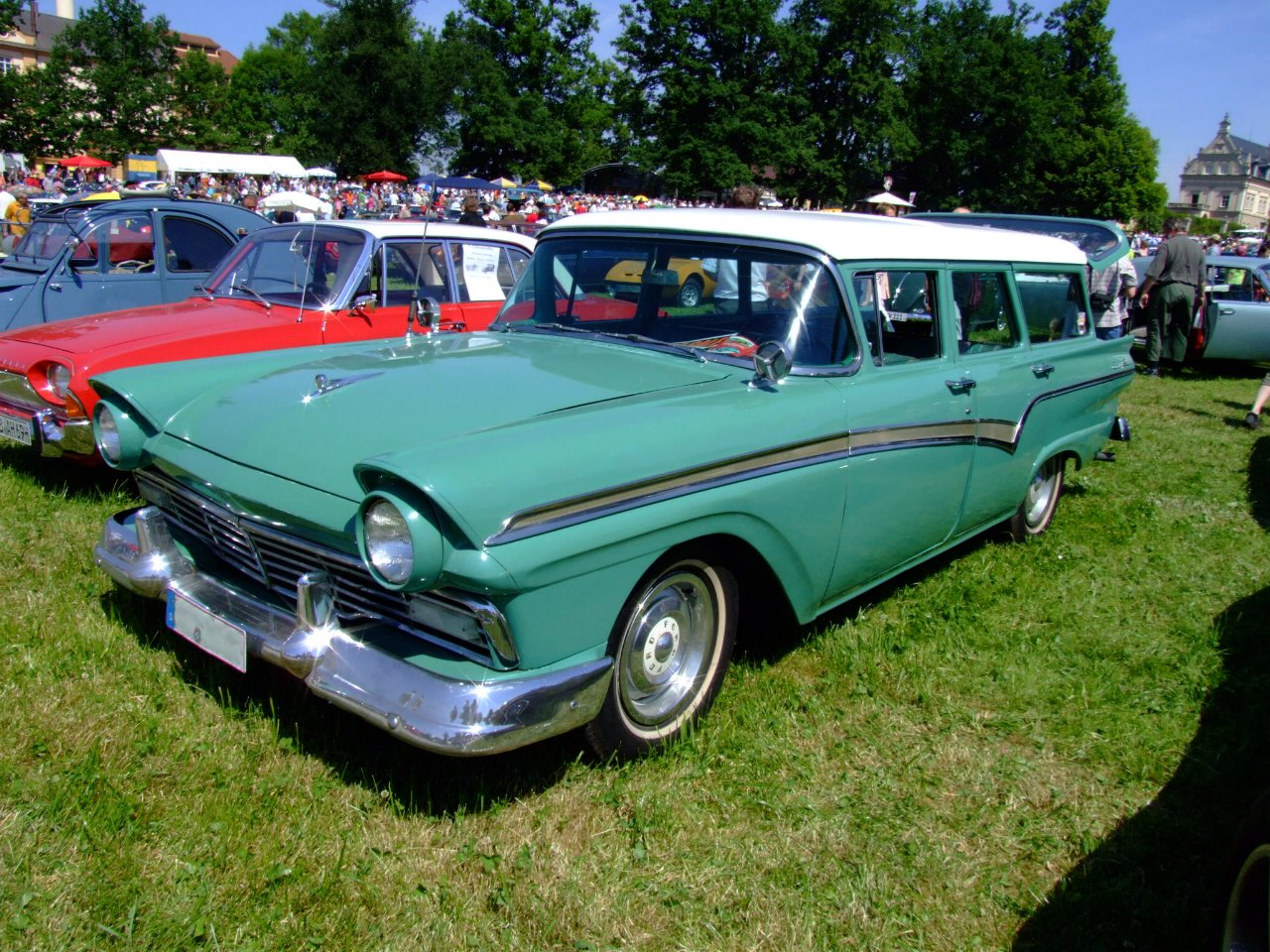
Ford 1957 Station Wagon de 4 portes
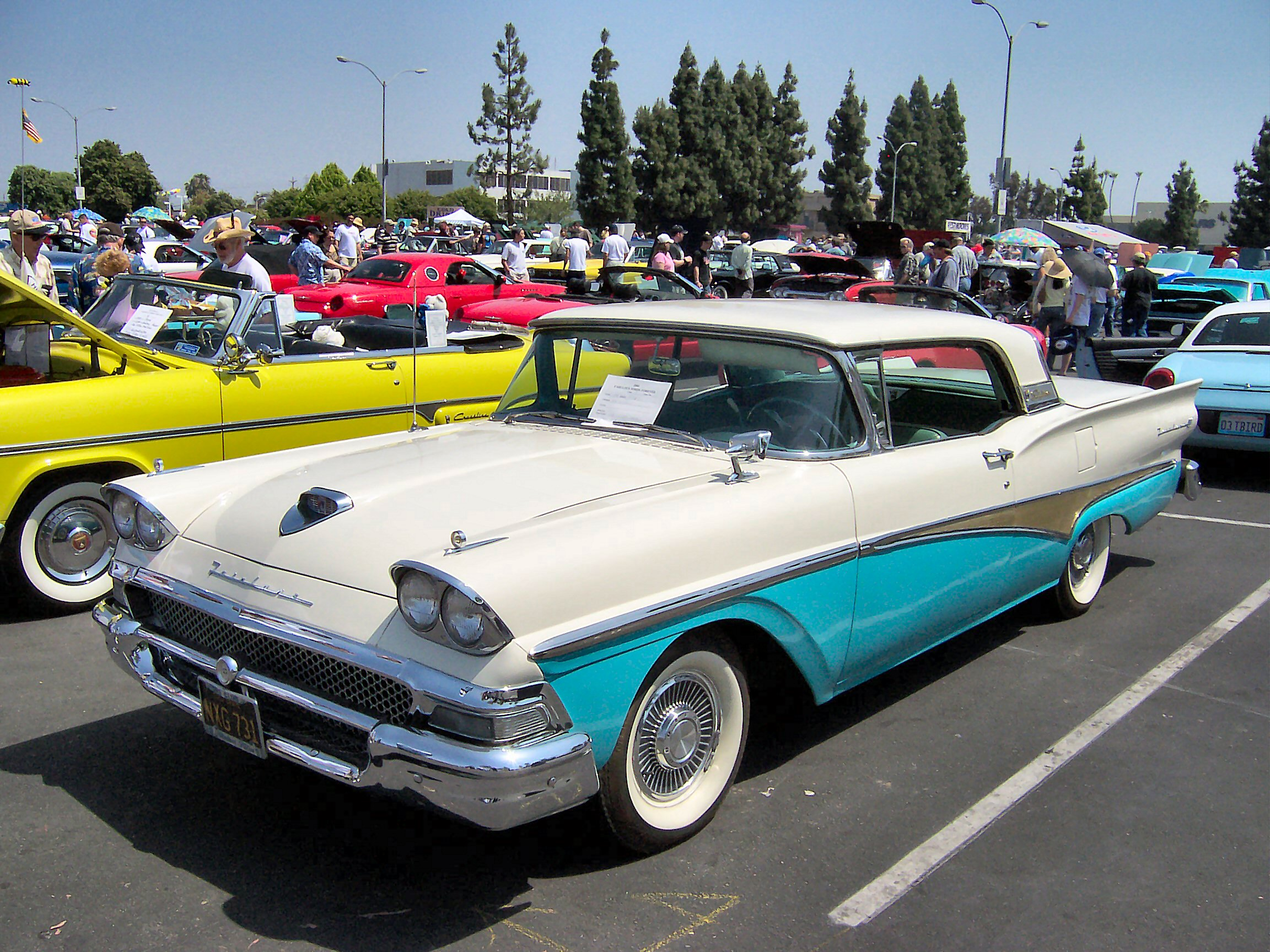
Ford Fairlane 1958
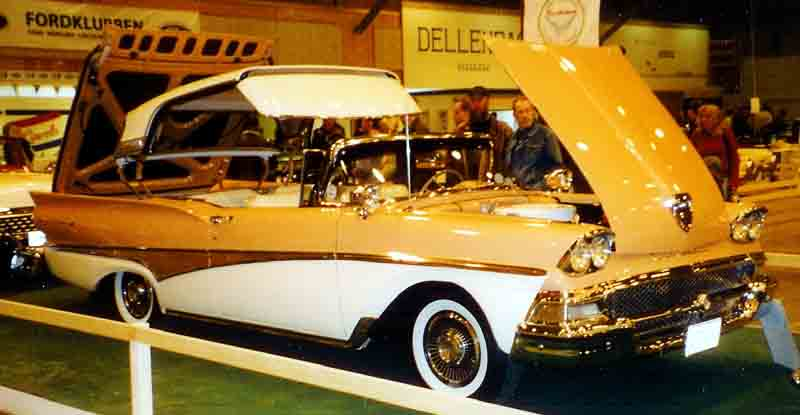
Ford 1958 Skyliner amb el sistema exposat
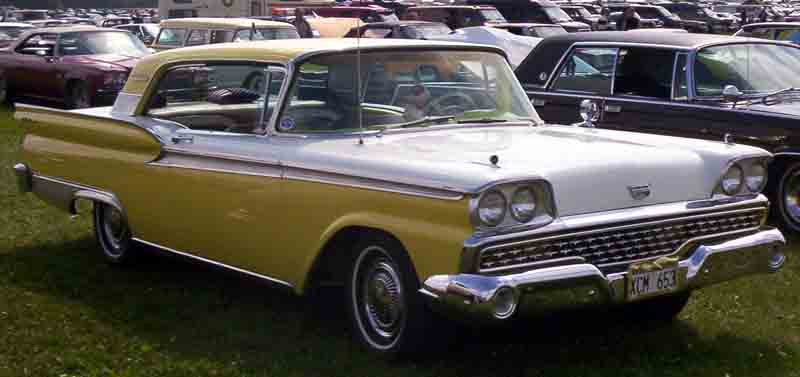
Ford Galaxie 1959